# سياسة أنغولا

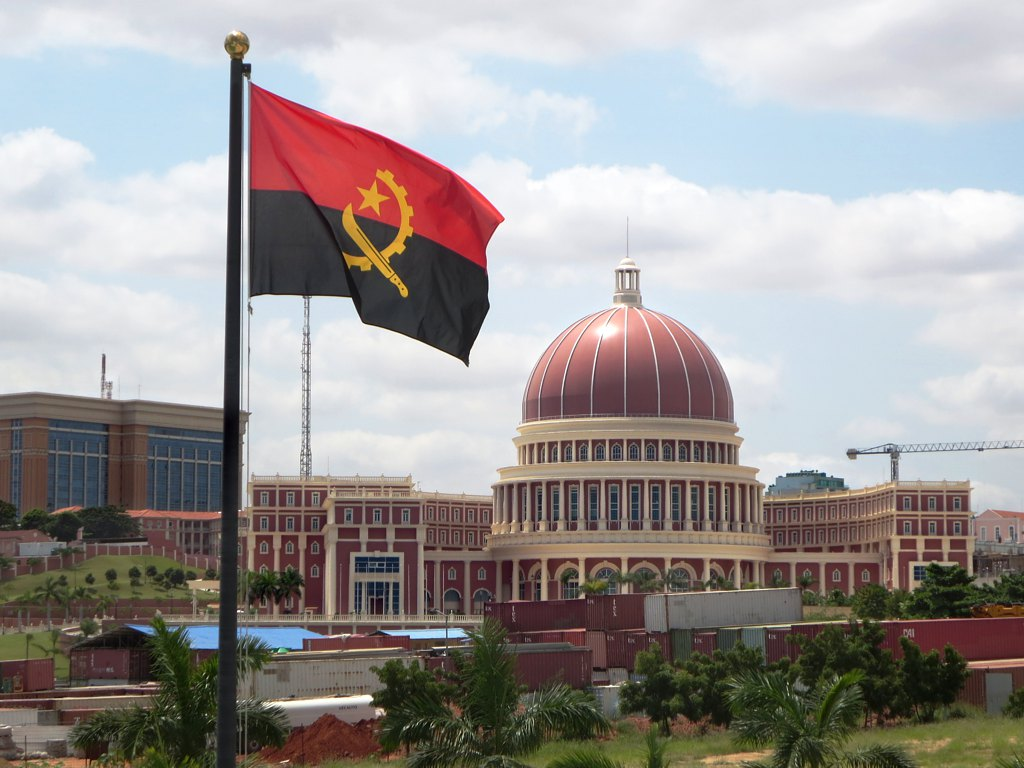
مبنى الجمعية الوطنية في لواندا، أنجولا، بنته شركة برتغالية في عام 2013 بتكلفة 185 مليون دولار أمريكي.

النظام السياسي الحالي في أنغولا هو النظام الرئاسي ، حيث يكون رئيس الجمهورية هو أيضًا رئيس الدولة والحكومة ؛ يتم تقديم المشورة من قبل مجلس الوزراء ، الذي يشكل مع الرئيس السلطة التنفيذية الوطنية.
يتولى السلطة التشريعية 220 نائباً منتخبين في الجمعية الوطنية.
يعين رئيس الجمهورية مع البرلمان ، أغلبية أعضاء أعلى هيئتين في السلطة القضائية ، أي المحكمة الدستورية والمحكمة العليا. لا يزال القضاء يتألف من ديوان المحاسبة والمحكمة العسكرية العليا.
تتكون الحكومة الأنغولية من ثلاثة فروع للحكومة: التنفيذية والتشريعية والقضائية. لعقود من الزمان ، تركزت السلطة السياسية في الرئاسة مع الحركة الشعبية لتحرير انغولا

## التاريخ
منذ اعتماد دستور جديد في عام 2010 ، تجري السياسة في أنغولا في إطار جمهورية رئاسية ، حيث يكون رئيس أنغولا هو رئيس الدولة ورئيس الحكومة ونظام متعدد الأحزاب . تمارس السلطة التنفيذية من قبل الحكومة. السلطة التشريعية مناطة برئيس الجمهورية والحكومة والبرلمان .
تحولت أنغولا من نظام ماركسي لينيني للحزب الواحد تحكمه الحركة الشعبية لتحرير أنغولا (MPLA) ، منذ الاستقلال في عام 1975 ، إلى ديمقراطية متعددة الأحزاب على أساس دستور جديد تم تبنيه في عام 1992. في نفس العام ، كان أول أجريت انتخابات برلمانية ورئاسية. فازت الحركة الشعبية لتحرير أنغولا بالأغلبية المطلقة في الانتخابات البرلمانية. في الانتخابات الرئاسية ، فاز الرئيس خوسيه إدواردو دوس سانتوس في الجولة الأولى من الانتخابات بأكثر من 49٪ من الأصوات لجوناس سافيمبي .40٪. كان من الضروري إجراء انتخابات الإعادة ، لكنها لم تجر قط. أدى تجدد الحرب الأهلية مباشرة بعد الانتخابات ، التي اعتبرتها يونيتا على أنها مزورة ، وانهيار بروتوكول لوساكا ، إلى خلق حالة من الانقسام. إلى حد ما ، عملت المؤسسات الديمقراطية الجديدة ، ولا سيما الجمعية الوطنية ، بمشاركة نشطة من نواب يونيتا المنتخبين في الجبهة الوطنية لتحرير أنغولا - بينما واصل خوسيه إدواردو دوس سانتوس ممارسة مهامه دون شرعية ديمقراطية. لكن القوات المسلحة للحركة الشعبية لتحرير أنغولا (التي أصبحت الآن القوات المسلحة الرسمية للدولة الأنغولية) وقوات يونيتا قاتلت بعضهما البعض حتى قتل زعيم يونيتا ، جوناس سافيمبي ، أثناء القتال في عام 2002. [2
من عام 2002 إلى عام 2010 ، عمل النظام كما حدده دستور عام 1992 بطريقة طبيعية نسبيًا. تتألف السلطة التنفيذية للحكومة من رئيس الجمهورية ورئيس الوزراء ومجلس الوزراء. اجتمع مجلس الوزراء ، المؤلف من جميع الوزراء ونواب الوزراء ، بانتظام لمناقشة قضايا السياسة. تم تعيين حكام المقاطعات الـ 18 من قبل الرئيس وخدموا في دواعي سرورهم. حدد القانون الدستوري لعام 1992 الخطوط العريضة لهيكل الحكومة وحقوق وواجبات المواطنين. كان النظام القانوني قائمًا على القانون البرتغالي والعرفي ولكنه كان ضعيفًا ومشتتًا. تعمل المحاكم في 12 بلدية فقط من بين أكثر من 140 بلدية. عملت المحكمة العليا كمحكمة استئناف ؛ لم يتم تشكيل محكمة دستورية لها صلاحيات المراجعة القضائية على الرغم من الإذن القانوني. في الممارسة العملية ، كانت السلطة تتركز أكثر فأكثر في أيدي الرئيس الذي ، بدعم من طاقم عمل متزايد باستمرار ، يسيطر إلى حد كبير على البرلمان والحكومة والقضاء.
دمرت الحرب الأهلية المستمرة منذ 26 عامًا المؤسسات السياسية والاجتماعية في البلاد. تقدر الأمم المتحدة 1.8 مليون نازح داخليًا ، بينما الرقم المقبول عمومًا للمتضررين من الحرب هو 4 ملايين. تعكس ظروف الحياة اليومية في جميع أنحاء البلاد وتحديداً لواندا (حوالي 6 ملايين نسمة) انهيار البنية التحتية الإدارية وكذلك العديد من المؤسسات الاجتماعية. إن الوضع الاقتصادي الخطير المستمر يمنع إلى حد كبير أي دعم حكومي للمؤسسات الاجتماعية. المستشفيات بدون أدوية أو معدات أساسية ، والمدارس بلا كتب ، وموظفو القطاع العام يفتقرون في كثير من الأحيان إلى الإمدادات الأساسية لعملهم اليومي.
استقال خوسيه إدواردو دوس سانتوس من منصبه كرئيس لأنغولا بعد 38 عامًا في عام 2017 ، وخلفه بسلام جواو لورينسو ، خليفة سانتوس المختار.  ومع ذلك ، بدأ الرئيس جواو لورينسو حملة ضد الفساد في عصر دوس سانتوس.  في نوفمبر 2017 ، تم طرد إيزابيل دوس سانتوس ، الملياردير ابنة الرئيس السابق خوسيه إدواردو دوس سانتوس ، من منصبها كرئيسة لشركة النفط الحكومية سونانجول .  في أغسطس 2020 ، حكم على خوسيه فيلومينو دوس سانتوس ، نجل رئيس أنغولا السابق ، بالسجن لمدة خمس سنوات بتهمة الاحتيال والفساد.
في أغسطس 2022 ، فاز الحزب الحاكم ، الحركة الشعبية لتحرير أنغولا ، بأغلبية مطلقة أخرى وفاز الرئيس جواو لورنكو بولاية ثانية مدتها خمس سنوات في الانتخابات . ومع ذلك تعتبر الانتخبات الاشد صرامة في تاريخ انغولا

## السلطة التشريعية
يمنح دستور 2010 الرئيس سلطة شبه مطلقة. تُجرى انتخابات مجلس الأمة كل خمس سنوات ، ويكون الرئيس تلقائيًا هو زعيم الحزب أو الائتلاف الفائز. يعود للرئيس أن يعين (ويقيل) كل ما يلي:
- أعضاء الحكومة (وزراء الدولة والوزراء وأمناء الدولة ونواب الوزراء) ؛
- أعضاء المحكمة الدستورية ؛
- أعضاء المحكمة العليا ؛
- أعضاء ديوان المحاسبة ؛
- أعضاء المحكمة العسكرية العليا ؛
- محافظ ونواب محافظ البنك الوطني الأنغولي ؛
- النائب العام ونواب النائب العام ونوابهم (وكذلك العسكريون المناظرين) ؛
- حكام المقاطعات ؛
- أعضاء مجلس الجمهورية ؛
- أعضاء مجلس الأمن القومي ؛
- أعضاء مجالس القضاة العليا ؛
- - القائد العام للقوات المسلحة ونائبه.
- جميع المناصب القيادية الأخرى في الجيش ؛
- - القائد العام للشرطة ، والقائد الثاني.
- جميع مراكز القيادة الأخرى في الشرطة ؛
- رؤساء ومديرو أجهزة المخابرات والأمن.

يُمنح الرئيس أيضًا مجموعة متنوعة من الصلاحيات ، مثل تحديد سياسة الدولة. على الرغم من أنه ليس من اختصاصه / عليها سن القوانين (فقط لإصدارها وإصدار المراسيم) ، فإن الرئيس هو زعيم الحزب الفائز. الوظيفة "ذات الصلة" الوحيدة التي لم يتم تعيينها مباشرة من قبل الرئيس هي نائب الرئيس ، وهي الثانية في الحزب الفائز.
استقال خوسيه إدواردو دوس سانتوس من منصبه كرئيس لأنغولا بعد 38 عامًا في عام 2017
الجمعية الوطنية ( Assembleia Nacional ) 223 عضوًا ، يتم انتخابهم لمدة أربع سنوات ، و 130 عضوًا عن طريق التمثيل النسبي ، و 90 عضوًا في مقاطعات المقاطعات ، و 3 أعضاء لتمثيل الأنغوليين في الخارج. تمت إعادة جدولة الانتخابات العامة في عام 1997 إلى 5 سبتمبر 2008. فاز الحزب الحاكم MPLA بنسبة 82٪ (191 مقعدًا في الجمعية الوطنية) وفاز حزب المعارضة الرئيسي بـ 10٪ فقط (16 مقعدًا). ومع ذلك ، فقد وصفت الانتخابات بأنها كانت حرة جزئيًا لكنها بالتأكيد غير عادلة.  يسرد الكتاب الأبيض حول انتخابات 2008 جميع المخالفات التي أحاطت بالانتخابات البرلمانية لعام 2008

## السلطة القضائية
يتم تعيين قضاة المحكمة العليا (أو "Tribunal da Relacao") في المحكمة العليا من قبل الرئيس. تضم المحكمة الدستورية ، التي تتمتع بسلطة المراجعة القضائية ، 11 قاضياً. أربعة يعينهم الرئيس ، وأربعة من قبل الجمعية الوطنية ، واثنان من قبل المجلس الأعلى للقضاء ، وواحد ينتخب من قبل النواب بالجمعية الوطنية